# 192. п. н. е.

## Догађаји
- Почиње Сирски рат.